# Léonard Melki
Leonard Melki, né le 1er octobre 1881 et mort le 11 juin 1915) — né Yūsuf Habīb Melkī et sous le nom religieux de Līūnār de Baabdāt —, est un prêtre catholique oriental et membre de l'Ordre des Frères mineurs capucins, qui fut assassiné à Mardin par des soldats turcs au cours du génocide arménien pendant la Première Guerre mondiale.
Il est proclamé bienheureux le 4 juin 2022 par le cardinal Marcello Semeraro.

## Biographie
Septième des onze enfants d'Habīb Awaiss Melkī (1840–1906) et de Noura Bou Moussi Kanaan Yammine (1845–1917), Yūsuf Habīb Melkī est né le 1er octobre 1881 à Baabdat. Il a été baptisé dans l'église paroissiale locale maronite de Notre-Dame, le 8 octobre 1881, par le curé de la paroisse, P. Hanna Labaki. Son parrain était Assaad Raji Labaki.
Il allait à l'église Notre-Dame située près de chez lui, en compagnie de ses frères et sœurs. Son père, qui était connu pour sa voix talentueuse, aidait le prêtre pendant la messe en chantant des hymnes. Léonard et son frère Khalil reçurent tous deux leur confirmation en même temps le 19 novembre 1893, dans l'église latine et non dans l'église catholique maronite, car certains villageois locaux, dont la famille de Léonard, avaient quitté l'église catholique maronite et rejoint l'église catholique latine pour des raisons politiques, sociales et économiques. À l'époque, la célébration de la première communion n'avait pas encore été instituée dans l'église catholique latine.
Léonard est allé à l'école primaire, comme beaucoup d’enfants libanais chrétiens de l'époque, pour suivre des cours sous un chêne à Baabdat. Son professeur était le curé maronite Geries Yacoub Abi Hayla. Après que certaines familles de Baabdat eurent rejoint l'église catholique latine, la Sacrée congrégation pour la propagation de la foi demanda à l'Ordre des Frères mineurs capucins de servir cette paroisse latine nouvellement établie. En raison de la présence de capucins à Baabdat, Léonard souhaita rejoindre leur Ordre et poursuivit ainsi son éducation sous leur égide. Il fut envoyé au séminaire de San Stefano près d'Istanbul en avril 1895.
Il commença son noviciat en 1899 et reçut l'habit le 1er juillet 1899 ; il reçut son nouveau nom religieux environ une semaine plus tard en l'honneur de saint Léonard de Port-Maurice. Il fit sa première profession à San Stefano le 2 juillet 1900. Puis il passa au grand séminaire à Boudja où il reçut à la fois la tonsure et les ordres mineurs, le 10 février 1901, avant d'être fait diacre le 24 juillet 1904. Léonard Melki fut ordonné prêtre le 4 décembre 1904.
Il passa un examen de prédication le 23 avril 1906 et reçut le certificat de prédicateur apostolique le mois suivant. Il était destiné à être envoyé en mission dans l'Empire ottoman et commença sa mission à Mardin, où il fit office de professeur et de prédicateur. Il promut le Tiers-Ordre de saint François, diffusa son apostolat évangélique et actif sur ses lieux de travail, ce qui entraîna une augmentation du nombre des tertiaires.
Au cours de l'année 1910, en raison de sa mauvaise santé, il fut envoyé au poste capucin de Maamouret-el-Aziz pour se reposer, car le climat y était plus clément. Il fut autorisé à se rendre au Liban où il passa quelques mois en 1911. Il retourna au poste capucin d’Urfa à la Noël 1911 et y resta jusqu'en 1914, avant de retourner à Mardin.
Léonard fut accusé par le gouvernement ottoman de conspiration au profit du gouvernement français et fut finalement arrêté le 5 juin 1915. Léonard fut menacé et reçut un ultimatum : se convertir à l'islam et être libéré ou mourir chrétien. Il choisit la seconde option. Par conséquent, il fut torturé par les Turcs de diverses manières, notamment battu, tiré par la barbe et jeté dans de longs escaliers à l'intérieur de la forteresse de Mardin, où il était détenu. En outre, il fut pendu par les pieds pendant des heures et subit la torture de l'arrachage de ses ongles et de ses ongles de pied. Après une semaine de torture dans la forteresse, Léonard Melki et des centaines d'autres prisonniers chrétiens de Mardin furent contraints de parcourir des kilomètres à pied hors de la ville et vers le désert afin d'être exécutés. Léonard Melki a été assassiné le 11 juin 1915.

## Processus de béatification
La phase initiale du processus de béatification commença après le transfert à Beyrouth du forum pour la béatification du vicariat apostolique d'Anatolie le 30 août 2005 ; il fut titré Serviteur de Dieu le 3 octobre 2005 durant le pontificat du pape Benoît XVI après que la Congrégation pour les causes des saints eut émis le nihil obstat officiel pour la cause.
Le procès diocésain s'ouvrit le 17 février 2007 et conclut ultérieurement son travail le 28 octobre 2009, alors qu'un second procès allait s’ouvrir quelque temps après et se clore le 15 décembre 2011 ; la Congrégation pour les causes des saints valida ces procès à Rome le 1er octobre 2012 et reçut les deux parties distinctes du dossier de la Positio de la part de la postulation en 2014, puis en 2015. Le comité des consulteurs historiens de la Congrégation pour les causes des saints approuva la cause à l'unanimité en mars 2017.
Depuis 2013, le père Carlo Calloni, capucin, fait office de postulateur pour cette cause, assisté par le père libanais Tony Haddad, capucin.
Le 28 octobre 2020, le Pape François donne son accord pour la promulgation du décret d'approbation du martyre des deux Pères Capucins : Léonard Melki et Thomas Saleh. Ils sont béatifiés tous les deux le 4 juin 2022 au couvent de la Croix à Bqennaya sous la présidence du cardinal Marcello Semeraro représentant le pape François.